# Lịch sử công nghệ

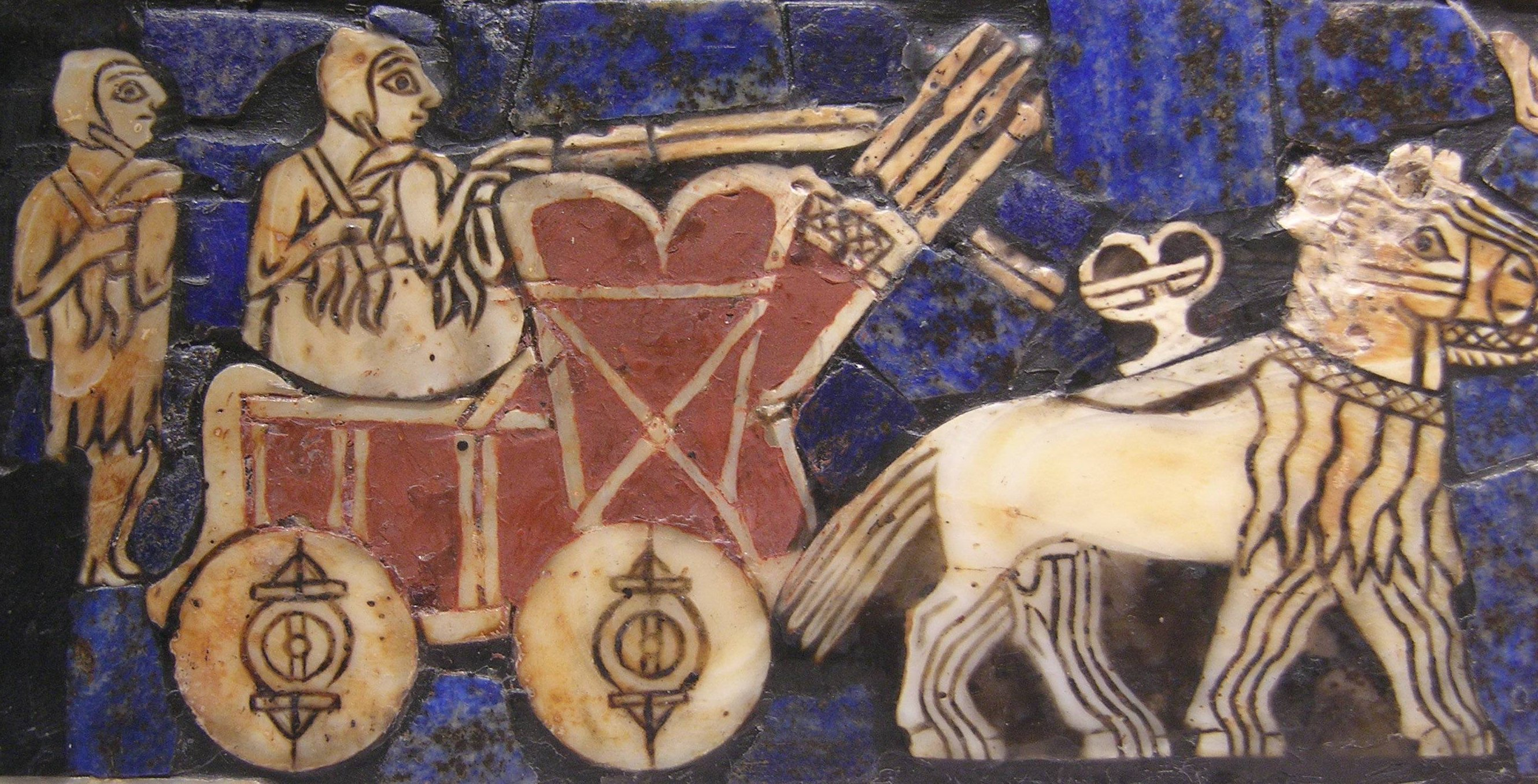
Bánh xe, được phát minh vào khoảng trước thiên niên kỷ thứ 4 TCN, là một trong những công nghệ phổ biến và quan trọng nhất. Chi tiết này của "Tiêu chuẩn của Ur", khoảng 2500 TCN, mô tả một cỗ xe ngựa Sumer

Lịch sử công nghệ là lịch sử phát minh ra các công cụ và kỹ thuật và là một trong những phạm trù của lịch sử nhân loại. Công nghệ có thể chỉ đến các phương pháp khác nhau, từ đơn giản như các công cụ bằng đá đến phức tạp như kỹ thuật di truyền và công nghệ thông tin mà đã xuất hiện từ những năm 1980. Thuật ngữ technology - công nghệ, xuất phát từ tiếng Hy Lạp Techne, có nghĩa là nghệ thuật và thủ công, và logos, có nghĩa là từ và lời nói. Nó lần đầu tiên được sử dụng để mô tả nghệ thuật ứng dụng, nhưng bây giờ nó được sử dụng để mô tả những tiến bộ và thay đổi ảnh hưởng đến môi trường xung quanh chúng ta.
Kiến thức mới đã cho phép con người tạo ra những cái mới, và ngược lại, nhiều nỗ lực khoa học được thực hiện nhờ các công nghệ hỗ trợ con người đi du lịch đến những nơi mà trước đây họ không thể tiếp cận và bằng các công cụ khoa học mà chúng ta nghiên cứu tự nhiên chi tiết hơn những gì các giác quan tự nhiên của chúng ta cho phép
Vì phần lớn công nghệ là khoa học ứng dụng, lịch sử kỹ thuật có liên hệ với lịch sử khoa học. Vì công nghệ sử dụng tài nguyên, lịch sử kỹ thuật được kết nối chặt chẽ với lịch sử kinh tế. Từ những tài nguyên đó, công nghệ tạo ra các tài nguyên khác, bao gồm các tạo tác công nghệ được sử dụng trong cuộc sống hàng ngày.
Thay đổi về công nghệ ảnh hưởng và bị ảnh hưởng bởi truyền thống văn hóa của xã hội. Nó là một lực lượng tạo ra tăng trưởng kinh tế và là một phương tiện để phát triển và lập dự án kinh tế, chính trị, quân sự và thịnh vượng.